# دونت چا
«دونت چا» (به انگلیسی: Don't Cha) ترانه‌ای ضبط‌شده از گروه دخترانه آمریکایی پوسی‌کت دالز برای اولین آلبوم استودیویی‌شان، پی‌سی‌دی (۲۰۰۵) است. این ترانه با همراهی رپر باستا رایمز و تهیه‌کننده‌اش سیلو گرین نوشته شده‌است. این ترانه در ۱۹ آوریل ۲۰۰۵ به‌عنوان اولین تک‌آهنگ آلبوم توسط گروه موسیقی یونیورسال منتشر شد.
این تک‌آهنگ در چارت‌های اسکاتلند، نروژ، استرالیا، دانمارک، فلاندرز، سوئیس، نیوزلند، اتریش، بریتانیا در رتبه اول و در چارت‌های ایتالیا، والونیا، فرانسه، فنلاند، سوئد، جزو ده ترانه اول قرار گرفت.